# Sjeverni bantoidni jezici
Sjeverni bantoidni jezici, grana bantoidnih jezika koji se govore na područjima afričkih država Nigerija i Kamerun. Obuhvaća 18 (danas 19 priznatih) jezika koje čine tri posebne podskupine. 

## Popis
a) Dakoidni jezici (4) Nigerija: dong, gaa, lamja-dengsa-tola, samba daka.
b)  Famski jezici (1) Nigerija: fam.
c). Mambiloidni jezici (13): 
c1. Mambila-Konjaski jezici (9):
a. Konjaski jezici (2) Kamerun: kwanja, twendi.
b. Magu-kamkam-kilaski jezici (4) Nigerija: mbongno, mvanip, ndunda,  somyev.
c. Mambilaski jezici (2) Kamerun, Nigerija: mambila (2 jezika, jedan u Kamerunu kamerunski mambila, jedan u Nigeriji nigerijski mambila),
d. Njerupski jezici (1) Nigerija: njerep.
c2. Ndoro jezici (1) Nigerija: ndoola.
c3. Suga-Vute jezici (3) Kamerun:
a. Suga (1): suga
b. Vute (2):  vute, wawa.

## Vanjske poveznice
- Ethnologue (14th)